# Francesc Fuertes i Varea
Francesc Fuertes i Varea (Cassà de la Selva, 12 de gener del 1933 - Llambilles, 27 de juliol del 1985) va ser músic, instrumentista de trombó, compositor i director de la cobla orquestra Amoga, formació a la qual estigué vinculat durant més de vint anys.

## Biografia
Començà a aprendre música a l'escolania parroquial de Cassà de la Selva i amplià estudis amb Pere Mercader i Terrades (fill del popular Joan Calders); en fer el servei militar a Girona, es formà en contrapunt, fuga i instrumentació amb el capità director Ramon Arnan. Encara de ben jove, fou director musical i pianista acompanyant de l'"ADACS" (Agrupació d'Armòniques de Cassà de la Selva). Començà a tocar en cobla a "La Farnense" (fiscornaire, 1956-1957), i a l'any següent s'integrà en un conjunt tossenc, fins que a la temporada 1959-1960 entrà a la cobla Amoga de Videres i d'allí ja no se'n mogué en la resta de la seva carrera artística. A la Amoga hi feu inicialment de pianista en la formació d'orquestra, i de trombó o fiscorn en la de cobla, segons convingués; més endavant, adoptà definitivament el trombó en tocar a la cobla, i amb el pas del temps es consolidà com a director artístic i representant de la formació.
A banda de la seva tasca a l'Amoga, tingué de deixeble de solfeig i harmonia el futur director i compositor Narcís Costa i Ventura, i de trompeta, el futur instrumentista de les "Caravana", "la Selvatana", "Janio Marti" i "els Montgrins" Antoni Delgado i Fernández. Així mateix, substituí Josep Cassú com a professor de música del col·legi de Bell-lloc del Pla en el període en què Cassú dirigí la Principal de la Bisbal (fins al curs 1989-1990).
En la seva faceta de compositor, Fuertes va ser autor de diverses sardanes, com Olesa i la Passió o Adéu, Delfí (finalista de la Sardana de l'Any 1973). A més, també va fer arranjaments per a l'orquestra Amoga.
En morir el 1985, de resultes d'un accident de trànsit, hom el definí com "un dels músics cassanencs més carismàtics". Posteriorment, al desembre del 1995, els "Amics de la Sardana de Cassà de la Selva" li dedicaren un concert d'homenatge.

## Sardanes
Selecció
- A la Coma hi ha sardanes
- Adéu Delfí (1972), enregistrada[11]
- Apa, Josep, sardana obligada de trompeta
- Arols
- La Coma de Cassà (1985)
- L'hereu del Pi, enregistrada
- Mirant la Verge (1961)
- La nostra festa, dedicada a la nit dels músics de Cassà, enregistrada[12]
- Què tenen les roses
- Xamosa Montserrat (1970), dedicada a Montserrat Juvanteny